# Karel Milota
Karel Milota (ur. 16 września 1937 w Pradze, zm. 30 kwietnia 2002 tamże) – czeski poeta, prozaik, tłumacz i literaturoznawca.

## Życie
Pochodził z rodziny urzędniczej. Wcześnie utracił oboje rodziców. Maturę zdał w 1956. Z powodów politycznych nie przyjęto go na uczelnię wyższą, ale później, pracując, ukończył zaoczne studia bohemistyczne i anglistyczne na Uniwersytecie Karola (1969). W 1970 otrzymał tytuł doktora. W latach 1969–1970 pracował jako redaktor tygodnika "Literární noviny".
Był mężem pisarki Danieli Hodrovej.

## Twórczość
Debiutował w 1962 w piśmie "Kultura".
Wydał tomy opowiadań Noc zrcadel (1981, Noc luster) i Ďáblův dům (1994, Dom diabła), powieść Sud (1993, Beczka) i tomy wierszy Antilogie aneb Protisloví (1995, Antylogia albo Przeciwsłowia) i Gregor (1999).

## Działalność translatorka
Tłumaczył z języka rosyjskiego (Nikołaj Gogol, Michaił Sałtykow-Szczedrin, Anatolij Marienhof, Siergiej Jesienin).

## Recepcja polska
Wiersze Miloty tłumaczył na polski Leszek Engelking.